# Walerian Wieleżyński
Walerian Wieleżyński (ur. 15 lub 16 grudnia 1898 we Lwowie, zm. 27 lub 28 czerwca 1986 w Londynie) – major piechoty Wojska Polskiego, awansowany przez władze RP na uchodźstwie na stopień podpułkownika.

## Życiorys
Urodził się 15 lub 16 grudnia 1898 we Lwowie. Był synem Teresy i Kazimierza.
Po wybuchu I wojny światowej służył w Legionach Polskich w szeregach 1 pułku piechoty w składzie I Brygady. U kresu wojny jako były członek Polskiej Organizacji Wojskowej od początku listopada 1918 brał udział w obronie Lwowa w ramach wojny polsko-ukraińskiej, będąc w załodze Szkoły Sienkiewicza.
W Wojsku Polskim został awansowany na stopień porucznika piechoty ze starszeństwem z 1 czerwca 1919. W 1923, 1924 służył w szeregach 1 pułku piechoty Legionów w Wilnie. Następnie został awansowany na stopień kapitana piechoty z dniem 1 lipca 1925. W 1928 był przydzielony z 1 p.p. Legionów do Szkoły Podchorążych Piechoty. W 1932 był oficerem 75 pułku piechoty w Królewskiej Hucie. Został przeniesiony do Korpusu Ochrony Pogranicza. W 1934 był dowódcą 1 kompanii granicznej w batalionie KOP „Dederkały”. od 22 marca 1934 do kwietnia 1937 był dowódcą kompanii granicznej KOP „Malinów”. W tym okresie został awansowany na stopień majora. Według stanu z marca 1939 był dowódcą II batalionu 15 pułku piechoty „Wilków”. Na tym stanowisku pozostawał po wybuchu II wojny światowej 1939 w okresie kampanii wrześniowej, zaś w dniach 4-6 września był p.o. dowódcy 15 pułku piechoty „Wilków”. Został wzięty przez Niemców do niewoli i był osadzony w Oflagu II D Gross-Born, gdzie był szefem sztabu konspiracyjnego.
Po wojnie pozostał na emigracji w Wielkiej Brytanii. Został awansowany przez władze RP na uchodźstwie na stopień podpułkownika. Zmarł 27 lub 28 czerwca 1986 w Londynie. Został pochowany w kwaterze wojennej na cmentarzu w Pabianicach.

## Ordery i odznaczenia
- Krzyż Srebrny Orderu Virtuti Militari (za wojnę 1939)[17]
- Krzyż Niepodległości – 4 lutego 1932 „za pracę w dziele odzyskania niepodległości"[18]
- Krzyż Walecznych – czterokrotnie (przed 1923)
- Złoty Krzyż Zasługi – 10 listopada 1938 „za zasługi w służbie wojskowej”[19]
- Złoty Krzyż Zasługi (1978)[20]